# نص مول أبين

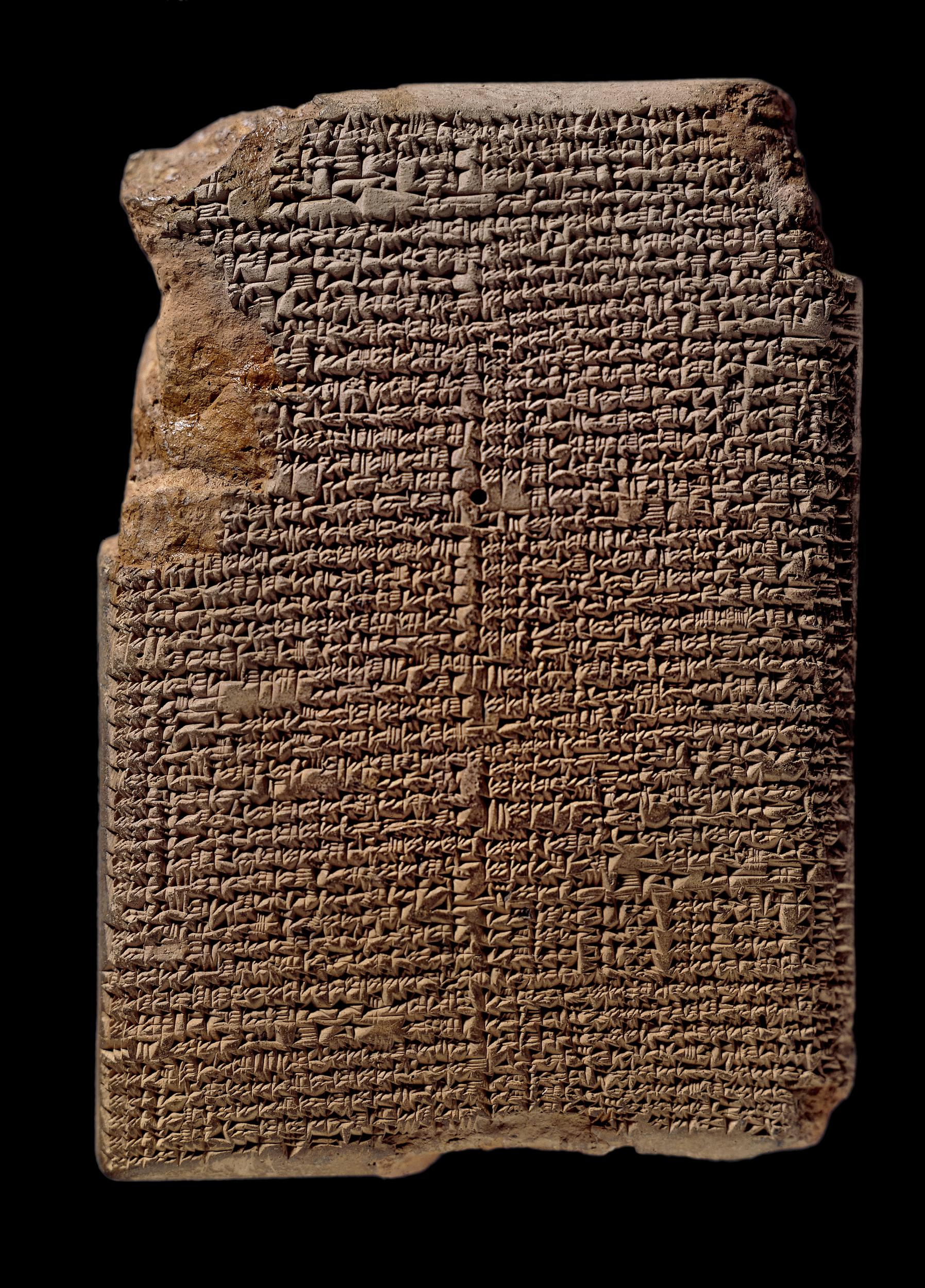
أحد لوحي الطين التي كُتب عليها النص. يوضح هذا النموذج أن اللوح ضخم بشكل غير عادي (بحجم ورقة) وقد كُتب النص في عمودين، المُتحف البريطاني.

مول-أبين MUL.APIN (𒀯𒀳) هو العنوان المُتعارف عليه لخُلاصة بابلية تتعامل مع الجوانب المُتنوعة لعلم الفلك البابلي. يقع النص في نفس سياق دليل النجوم السابقة، ما يُسمى بقائمة النجوم الثلاثة، ولكنه يُمثل نُسخة موسعة تستند إلى مراقبة وأحداثيات أكثر دقة، تم جَمعُها على الأرجح حوالي 1000 قبل الميلاد. يسرد النص أسماء 66 نجمة وكوكبة ويعطي كذلك عددًا من المؤشرات، مثل الصعود والخمول وتواريخ الذروة، والتي تُساعد على رسم الهيكل الأساسي لخريطة النجوم البابلية.
النص محفوظ على زوج من الألواح الطينية تعود إلى القرن السابع قبل الميلاد، سُمي باسم الكوكبة الافتتاحية، بالاكدية: (MUL.APIN" 𒀯𒀳") «المِحْراث»، تم تحديد موقع الكوكبة من خلال النجوم وهي تقع في منطقة الأبراج الحديثة من كوكبة ذاتِ الكُرسي، مَجرة أندرومِيدا ومَجرة المُثلث وفقًا لاقتراحات عالما الفلك «فيليكس غوسمان»، و«جيناديتش كورتيك».

## تاريخ النص
أقدم نُسخة مُكتشفة من النص حتى الآن تعود إلى عام 686 قبل الميلاد؛ ومع ذلك يعتقد غالبية العثلماء أن النص قد تم تجميعه في الأصل حوالي 1000 قبل الميلاد. يرجع تاريخ أحدث نُسخة حاليًا إلى حوالي 300 قبل الميلاد.
افترض عُلماء أمثال «فيرنر بابكي»، و«فان دير فيردن» تاريخًا حوالي 2300 قبل الميلاد، والذي انتقده «إدوين ديفيد» و«بينغري هيرمان»الذين اختاروا التاريخ 1000 قبل الميلاد.
حسب عالم الفيزياء الفلكية «برادلي شايفر» وعالم الفلك «تيجي دي يونغ» أن تواريخ صعود واحداثيات الشمس في هذه الألواح تناسب منطقة آشور في حوالي عام 1370 قبل الميلاد «شايفر». أو ما يقرب من الحقبة بين 1400 و 1100 قبل الميلاد «دي يونغ».
أظهر «واين هورويتز» و«ريتا واتسون» أن نمط النص يتغير من درجة تعقيد مُنخفضة إلى عالية من قائمة إلى أخرى. لذلك، من المحتمل جدًا أن تكون القائمة 1 أقدم من القائمة 2-4 والقائمة 5.

## الاجزاء
تم تدوين النص على لوحين وربما ثالث إضافي، وهو مُرتب على النحو التالي:
| القائمة الأولى  | I i 1    | الى | I ii 35  | دليل العلامات النجمية (جرد للسماء)      |
| القائمة الثانية | I ii 36  | الى | I iii 12 | تواريخ الشروق النجمي في التقويم البابلي |
| القائمة الثالثة | I iii 13 | الى | I iii 33 | الشروق والغروب المُتزامن                 |
| القائمة الرابعة | I iii 34 | الى | I iii 48 | الفترات الزمنية بين الشروق النجمي       |
| القائمة الخامسة | I iv I   | الى | I iv 30  | زيكبو - النجوم                          |
| القائمة السادسة | I iv 31  | الى | I iv 39  | النجوم الواقعة على مدار القمر           |

| القائمة الأولى  | II i 1     | الى | II i 8     | حركة الكواكب في مدار القمر  |
| القائمة الثانية | II i 9     | الى | II i 24    | تحديد النقاط الرئيسية للسنة |
| القائمة الثالثة | II i 25-37 | و   | II i 68-71 | الشروق النجمي واتجاه الرياح |
| القائمة الرابعة | II i 38    | الى | II i 67    | الكواكب - الرؤية            |
| القائمة الخامسة | II ii 1    | الى | II ii 20   | القواعد المُتداخلة           |
| القائمة السادسة | II ii 21   | الى | II ii 42   | أطوال ظل المِزْوَلَة            |
| القائمة السابعة | II ii 43   | الى | II iii 15  | ساعة مائية                  |
| القائمة الثامنة | II iii 16  | الى | II iv 12   | الطالِع                      |

### اللوح الأول

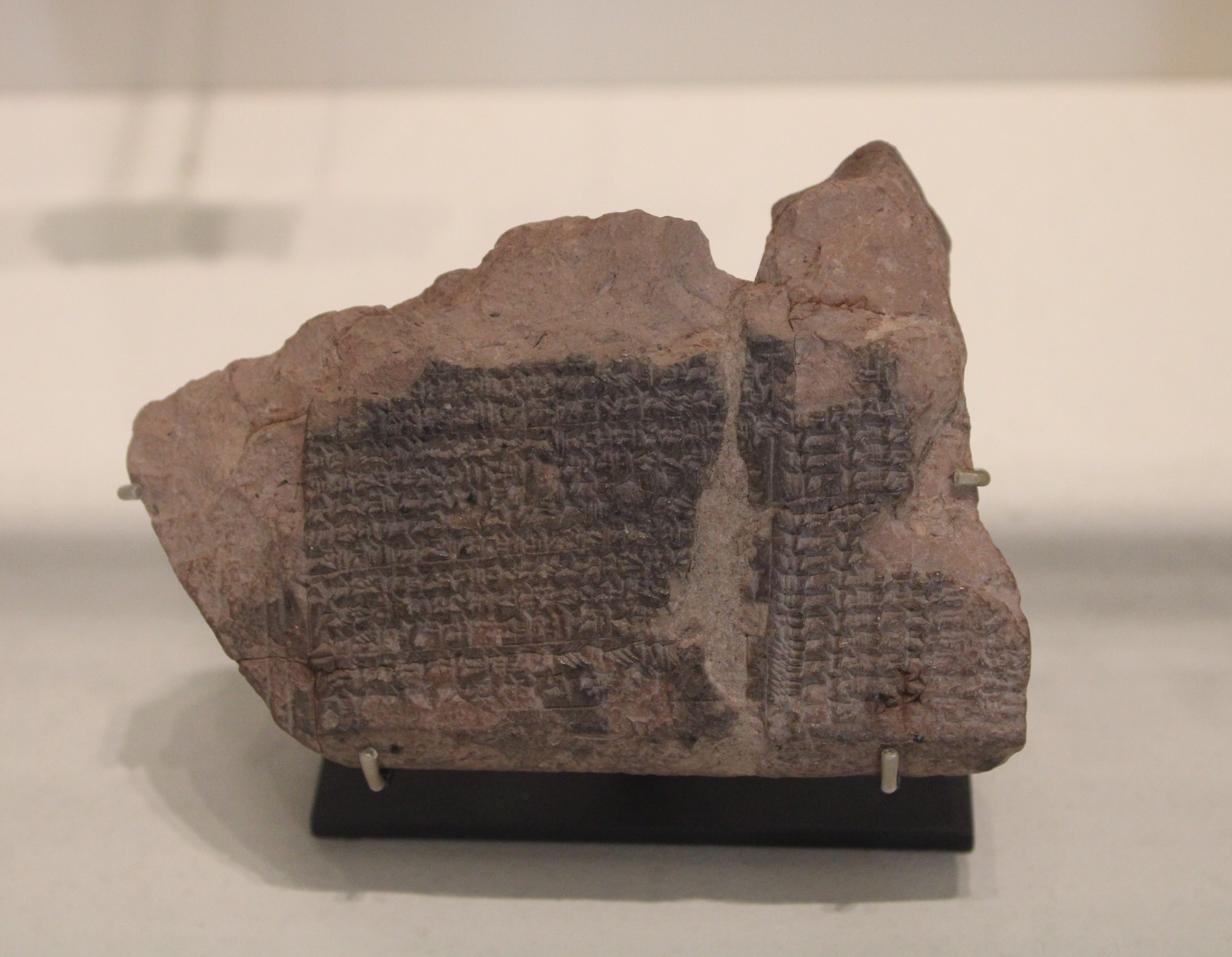
جُزء من أحد ألواح نص مول أبين، الفترة البابلية الجديدة، مُتحف اللوفر.

هو أهم مصدر لأي إعادة بناء مُحتملة لخريطة النجوم البابلية  حيث تحدد أقسامه المُختلفة الأبراج فيما يتعلق ببعضها البعض وبالتقويم. يحتوي اللوح الأول على ستة أقسام رئيسية، ويتم سرد جميع النجوم والأبراج الرئيسية وتنظيمها في ثلاثة أقسام واسعة وفقًا لخط العرض السماوي الذي يخصص كل نجم إلى ثلاثة مسارات:
- المسار الشمالي لـ إنليل يحتوي على 33 نجمة أو كوكبة

- المسار الاستوائي المفترض لـ أنو الذي يحتوي على 23 نجمة أو كوكبة

- المسار الجنوبي لـ إنكي يحتوي على 15 نجمًا أو كوكبة

تُنسب معظم هذه النجوم والأبراج إلى مجموعة مُتنوعة من آلهة الشرق الأدنى.
يُعتبر مسار أنو بمثابة حزام حول خط الاستواء السماوي بعرض ± 17 درجة مقسم إلى اثني عشر جزءًا متساويًا بطول 30 درجة، وهو ما يمثل أشهرًا مثالية.
- يتم إعطاء تواريخ الشروق النجمي لـ 34 من النجوم والأبراج وفقًا للسنة التقويمية «المثالية» التي تبلغ 360 يومًا.

- قوائم النجوم والأبراج التي ترتفع وتضبط في نفس الوقت.

- عدد الأيام بين شروق النجوم والأبراج المُختلفة.

- النجوم والأبراج التي ترتفع وتبلغ ذروتها في نفس الوقت.

- النجوم على مدار القمر، كونها الأبراج الرئيسية القريبة من مسار الشمس، والتي تضم جميع أسلاف البابليين إلى الأبراج.

على الرغم من أن البابليين استخدموا التقويم القمري الشمسي، والذي أضاف الشهر الثالث عشر من حين لآخر إلى التقويم، فإن نص مول أبين، مثلَ مُعظم نصوص علم التنجيم البابلي، يستخدم سنة "مثالية '' تتكون من 12 شهرًا " مثاليًا '' تم تأليف كل منها من 30 يومًا "مثالية". في هذا المُخطط، تم تعيين الاعتدالات في اليوم الخامس عشر من الشهر الأول والسابع، والانقلابات في اليوم الخامس عشر من الشهر الرابع والعاشر.

### اللوح الثاني
يحظى اللوح الثاني باهتمام أكبر لدى مؤرخي العلوم، كونه يُزودنا بالأساليب والإجراءات التي استخدمها المنجمون البابليون للتنبؤ بحركات الشمس والقمر والكواكب بالإضافة إلى الطرق المُختلفة المستخدمة في تدوين التقويم. يُمكن تلخيص مُحتويات اللوح الثاني تحت عشرة عناوين على النحو التالي:
- أسماء الشمس والكواكب والتأكيد على أنها جميعًا تسير في نفس مدار القمر.

- أي النجوم تشرق وأيُها تحتوي على البَدر في الانقلابات والاعتدالات من أجل الحكم على التفاوت بين الدورات القمرية والشمسية.

- توصيات لمراقبة ظهور بعض النجوم واتجاه الريح وقت ظهورها لأول مرة.

- قيم تقريبية للغاية لعدد الأيام التي يكون فيها كل كوكب مرئيًا وغير مرئي أثناء دورة الرصد الخاصة به.

- النجوم الأربعة مُرتبطة بالرياح الاتجاهية الأربعة.

- التواريخ التي تكون فيها الشمس موجودة في كل من المسارات النجمية الثلاثة.

- نوعان من مُخطط ضبط التاريخ بطريقة الإقحام. يستخدم أحدهما تواريخ شُروق بعض النجوم بينما يستخدم الآخر موقع القمر بالنسبة للنجوم والأبراج.

- المُدة النسبية ليلا ونهارا في الانقلابات والاعتدالات، وأطوال الظل التي يلقيها المِزْوَلَة في أوقات مُختلفة من اليوم في الانقلابات والاعتدالات.

- مُخطط رياضي أساسي يوضح أوقات شروق وغروب القمر في كل شهر.

- مجموعة مُختارة من الطلائع الفلكية.

هناك بعض الأدلة على أن اللوح الثالث، والذي لم يتم العثور عليه حتى الآن، قد تم إلحاقه أحيانًا مع الأول والثاني. للحُكم من سطره الافتتاحي، فقد بدأ بجزء من التفسيرات العلمية للطلائع السماوية.

## وظيفة النص
يعتبر نص مول أبين أقدم خُلاصة وافية معروفة لعلم الفلك. قد يكون للقوائم والنصوص المجمعة أصول مختلفة في بلاد الرافدين.
يبدو أن القوائم 2 و 3 و 4 على أللوح الأول نشأت من تقاليد مُختلفة في كتابة التقويم، تبدأ القائمة 2 مع شروق كوكبة السهم (النجوم حول الشِّعرَى اليَمَانِيَّة) بينما في القائمة 4 تُشير جميع التواريخ الشارقة إلى صعود ŠU .PA (نجوم بالقرب من السِّماك الرَّامح). تم استخدام هذين النجمين اللامعين لتحديد التقويم. القائمتان في نَص مول أبين ترسمان بعضهما بشكل مثالي على الرغم من أن المُلاحظات الحقيقية تحتوي على أشرطة خاطئة مُدتها حوالي 5 أيام. يُشير هذا إلى أن البيانات قد تم تدوينُها لتَكون مُناسبة من البداية أو تمت قراءتُها من كُرة أرضية (إذا كانت موجودة أصلًا كون ليس لها دليل أثري ولكنها فرضية مُناسبة ومُحتملة جدًا بعد القرن الرابع قبل الميلاد عندما تم إثبات ذلك في اليونان). ليس هُناك ما يضمن وجود كرة أرضية بابلية بالفعل، لكن أفضل تصور لعلم الفلك البابلي في الوقت الحالي هي الكُرة السماوية.
لا تمثل بيانات نَص مول أبين أي وحدات زمنية يمكن مُلاحظتها. تُعتبر «الأيام» و «الأشهر» في النَص أيامًا وشهورًا مثالية، بِما مَعناه أي جزء من السنة الفلكية يتم الحصول عليها بقسمة أطوال الشهور القمرية على 30 أو عدد الأيام الحقيقية في السنة على 360 - حسب السياق. «دائرة السنة» على الكُرة السماوية هي خط الاستواء السماوي. بقسمة خط الاستواء السماوي على 360، نحصل على درجات الصعود الأيمن (°المطلع المُستقيم) التي تساوي الوحدة البابلية 1 UŠ (الشِّبْر) أو يوم مثالي واحد. تُشكل مجموعة من 30 يومًا مثاليًا من هذا النوع شهرًا مثاليًا. وهكذا، يُمكننا تصور الأشهر المثالية على الكُرة السماوية عند خط الاستواء السماوي.
وفقًا لهذه المُخططات، يتم إعطاء تواريخ الشروق الشمسي في بيانات نَص مول أبين كتواريخ مثالية: بيان مثل «ŠU.PA يشرق في الخامس عشر من الشهر أولولو (الشهر السادس في التقويم البابلي)» يعني «الارتفاع في (+15) 6 * 30) درجة الصعود الأيمن»(195 درجة على المطلع المُستقيم).

### رسم الخرائط والكُرة السماوية
على اللوح الأول، النُصوص والبيانات - على الأقل بالنسبة لنا - كافية لإعادة بناء الكرة السماوية البابلية، تذكُر القائمة 5 مسار القمر الذي أصبح فيما بعد دائرة البروج. مع القوائم من 2 إلى 5، توجد مجموعات نجمية تُعطى عند درجة معينة من المطلع المُستقيم، على سبيل المثال نُعطي لكوكبة 1 «يوم مثالي» مُعين ترتفع (شروق نجمي: القائمة 2)، يتم ضبط الكوكبة 2 في وقت واحد (القائمة 3)، كوكبة 3 عند درجة مُعينة أسفل الأفق الشرقي (ترتفع كالآتي: القائمة 4) والكوكبة 4 هي ziqpu (الذروة: القائمة 5).

### التقويم وساعة النجوم
على اللوح الثاني، يتم تجميع النصوص والبيانات لكتابة التقويم.
نظرًا لأنه يمكن تقسيم خط الاستواء السماوي إلى 12 أو 24 ساعة (مثل كل النجوم) تتحرك من الشرق إلى الغرب عبر السماء، فيمكن للمرء استخدام المنظر إلى الجنوب لحساب خطوط الساعة هذه. يُطلق على الخط المُمتد من النقطة الشمالية عبر القمة إلى النقطة الجنوبية في الأفق خط الزوال؛ هُناك تصل الأجرام السماوية إلى أعلى نقطة لها (الذروة). لذلك كل ما عليك فعله هو إنشاء عمود عمودي يحدد الاتجاه الجنوبي ومراقبة النجم هُناك. كل ساعة، سيكون جُرم سماوي آخر في خط الزوال وبالتالي سيبلغ ذُروته.
المصطلح الأكادي "ziqpu" في القائمة الخامسة من اللوح الأول يعني عمومًا «الذروة». هذه القائمة على أول ألواح نَص مول أبين، تسرد الأبراج التي تم استخدامها لتحديد الساعات أثناء الليل. في عهود لاحقة من علم الفلك البابلي، أخذ المُراقبون النجوم الساطعة بدلاً من الأبراج ولكن من الناحية الأصلية، كانت الدقة في قياس الوقت كافية على ما يبدو لمزامنة الساعات المائية مع الأبراج التي تمر عبر خط الزوال. النصوص اللاحقة (مثل نص GU، ونص shit-qu-lu، واليوميات الفلكية) تشهد على هذه العملية بنقاط أكثر دقة. وبالتالي، فإن العلامات النجمية ziqpu (النجوم والأبراج) هي مُسبقة لـ «نجوم الساعة» المُتأخرة المدرجة في كتابات عالم الفلك الأغريقي «أبرخش».
تتعامل القائمة الثانية والثالثة من اللوح الثاني من نَص مول أبين مع الشمس وحركتها في غضون عام.
في التقويم القمري لبلاد الرافدين يكون البدر دائمًا في الخامس عشر من الشهر. عند اكتمال القمر، يكون القمر مُقابل الشمس. لذلك، يمكن لعالم الفلك أن يستنتج موقع الشمس (غير القابل للرصد) بين الأبراج من موقع القمر (الذي يمكن مُلاحظته) بين الأبراج. الشرط المُسبق هو بناء كرة سماوية أو خريطة أخرى للسماء الامر الذي سيكون مُمكن بالمعلومات الموجودة على لوح نَص مول أبين الأول. في القائمة 2 من اللوح الثاني (الخطوط II i 9-21)، يحتوي نَص مول أبين على قاعدة التقويم الأولى، تذكر كيفية استخدام الشِّعرَى اليَمَانِيَّة وملاحظات القمر في الشهر الرابع والسابع والعاشر والأول لتحديد النقاط الأساسية في السنة. لهذا الغرض، كُل ثلاثة أشهر، يتم تدوين الملاحظات في الشفق الصباحي.
يوضح النص التالي أن الموقع الحقيقي للقمر يمكن أن ينحرف عن موقعه المثالي. هذا البيان يقدم ضرورة الإقحام.
تم الإبلاغ عن ستة قواعد إقحام ولكن من غير المؤكد كم يبلغ عُمرها. هي غير مُدونة على جميع ألواح نَص مول أبين ولكن في سطور "Gap A" على اللوح الثاني. ثلاثة من القواعد تتعامل مع القمر؛ اثنان منها مُتعلقان بالملاحظة، أحدهما حسابي، والآخر يَعتمد على مُلاحظات نجمين لامعين وعنقود نجمي واحد في الشفق:
| قواعد الإقحام في نَص مول أبين | قواعد الإقحام في نَص مول أبين | قواعد الإقحام في نَص مول أبين | قواعد الإقحام في نَص مول أبين                                 |
| ---------------------------- | ---------------------------- | ---------------------------- | ------------------------------------------------------------ |
| الإقحام مع الشروق النجمي     |                              |                              |                                                              |
| II Gap A 10                  | الى                          | II Gap A 11                  | الشروق النجمي للثُرَيا                                         |
| II Gap A 12                  | الى                          | II Gap A 16                  | الشروق النجمي للشِّعرَى اليَمَانِيَّة                                |
| II Gap A 17                  | الى                          | II Gap A 18                  | الشروق النجمي للسِّماك الرَّامح                                  |
| الإقحام مع القمر             |                              |                              |                                                              |
| II ii 1                      | الى                          | II ii 2                      | شُروط اقحام الثُرَيا (الثُرَيا والقَمر)                            |
| II ii 3                      | الى                          | II ii 4                      | شُروط اقحام الشِّعرَى اليَمَانِيَّة (الشِّعرَى اليَمَانِيَّة والقَمر)          |
| II ii 9                      | الى                          | II ii 17                     | خوارزمية لحساب التصحيح وخصم القاعدة لإقحام كُل السنوات الثلاثْ |

### دقة الارقام
تتراوح درجة عدم اليقين في المُلاحظات الخاصة بظاهرة الشروق النجمي من 3 إلى 5 أيام للأسباب التالية:
- الشُروق بحد ذاته هو عملية تحتاج إلى مُلاحظتين على الأقل: «لم تتم رؤيته» في يوم واحد و «لم تتم رؤيته» في اليوم التالي

- في حالة الطقس الغائم، يُمكن تغيير «المُشاهدة» لبضعة أيام

- قد يتغير تباين الخلفية السماوية في الشفق بسبب الظروف المناخية والطقس، وتعتمد رؤية التباين (النجم مقابل الخلفية) على الرؤية الشخصية للفلكي. كانت مجموعات فلكية تصل إلى 14 مراقبًا تعمل في بَابِل لكن الرؤية لا تزال تعتمد على مهاراتهم الشخصية وظروف الطقس.

في نَص مول أبين، تُشير جميع حالات الظواهر الشمسية تقريبًا إلى الأبراج وليس إلى النجوم المُفردة. من المُحتمل أن يكون النجم الأكثر سطوعًا في المجموعة قد تمت مُلاحظته ولكن إذا كان النجم الأكثر سطوعًا هو الأقرب إلى الأفق ونجم آخر أعلى بكثير في السماء المُظلمة، يُمكن أن يكون النجم الخافت مرئيًا أولاً. دائمًا ما يكون للكوكبة نجم أول وآخر صاعد (حركة يومية)، وبالتالي يمكن تحديدها بنجمين. سيكون لدى كلا النجمين حالة من عدم اليقين في ملاحظتهما من 3 إلى 5 أيام، مما يعني أن الأبراج يتم تحديدها فقط مع عدم يقين من 6 إلى 10 أيام.
في الواقع، يتم تقديم البيانات في نَص مول أبين بأرقام اليوم التي تكون دائمًا من مضاعفات الرقم 5 - رُبما يدل ذلك على عدم اليقين.

### إعادة بناء الإحداثيات
بأخذ اسم الكوكبة فقط والافترض القائل بأن البابليين كانوا يعرفون ما كانوا يفعلون وبأخذ التعريف (على سبيل المثال، «رؤية النجم الأول للمجموعة») بعين الأعتبار، يُمكننا تقدير موقع الأبراج تقريبًا. ومع ذلك، فإن عدم اليقين في المُلاحظة يعني أنه يُمكننا تقدير موضع ارتفاع كوكبة Iku في «يوم مثالي» مُعين (والذي يترجم إلى إحداثيات نقطة مع الحساب) فقط داخل شريط خطأ يمتد إلى قُطر مساحتها.

## مسار القمر - ما قبلالبُروجْ
تم إنشاء هذه الاكتشافات من خلال أحتمالات مُختلفة على القبة الفلكية. وهي تستند إلى المعرفة في علم الآشوريات، والدراسات المُختصة لتحديد مثل هذه الأبراج.
| رقم | الأسم في نص مول أبين | الترجمة                                                                                             | الكوكبة (حسب الاتحاد الفلكي الدولي)                                              | الإله المرتبط وفقًا للقائمة الاولى | تمثيل |
| --- | -------------------- | --------------------------------------------------------------------------------------------------- | -------------------------------------------------------------------------------- | --------------------------------- | ----- |
| 1   | MUL.MUL              | العَنقود النجمِي                                                                                      | الثريا                                                                           | أنو                               |       |
| 2   | GU4.AN.NA            | ثور السَماء                                                                                          | الثور                                                                            | أنو                               |       |
| 3   | SIPA.AN.NA           | راعي آنو الحَقيقي                                                                                    | الجبار                                                                           | أنو                               |       |
| 4   | ŠU.GI                | الرجُل العجوز (إنميسارا، أخر سليل لإنليل)                                                            | حامل رأس الغول                                                                   | إنليل                             |       |
| 5   | GAM                  | المُحتال                                                                                             | مُمسك الأعنة                                                                      | إنليل                             |       |
| 6   | MAŠ.TAB.BA.GAL.GAL   | التوائم العظيمة (لوغاليرا ومسلامتيا، زوج من آلهة العالم السفلي)                                     | التوأمان (شمال مسير الشمس)                                                       | إنليل                             |       |
| 7   | AL.LU                | السرطان                                                                                             | السرطان                                                                          | إنليل                             |       |
| 8   | UR.GU.LA             | الأسد                                                                                               | الأسد                                                                            | إنليل                             |       |
| 9   | AB.SIN               | الأخدود                                                                                             | العذراء (شمال السماك الأعزل)                                                     | شالا                              |       |
| 10  | RIN                  | الميزان                                                                                             | الميزان وجُزء من كوكبة العذراء جنوب السماك الأعزل                                 | أنو                               |       |
| 11  | GIR.TAB              | العقرب                                                                                              | العقرب (وربما بالإضافة إلى الأجزاء الجنوبية من كوكبة الحواء)                     | إنكي                              |       |
| 12  | PA.BIL.SAG           | بابيلساغ (إله مدينة لاراك، الذي تم التعرف عليه مع نينورتا، لا سيما في دوره كزوج للإلهة الشفاء غولا) | الرامي                                                                           | إنكي                              |       |
| 13  | SUḪUR.MEŠ            | الماعز - السمكة                                                                                     | الجدي                                                                            | إنكي                              |       |
| 14  | GU.LA                | العَظيم (المعروف عمومًا بأسم الاله إنكي)                                                              | الدلو                                                                            | إنكي                              |       |
| 15  | KUNMUŠ (ša) SIM.MAḪ  | ذيول السنونو العظيم                                                                                 | الحوت                                                                            | أنو/إنكي                          |       |
| 16  | DingirAnunitu        | الإلهة أنونيتوم                                                                                     | السمكة الشرقية من السمكتين الموجودة في كوكبة الحوت بالإضافة إلى بيتا ذات السلاسل | أنو                               |       |
| 17  | LUHUN.GA             | الرجل المؤتجر (تموز، العاشق الأسطوري لإنانا / عشتار التي يتم تصويرها كراعٍ)                          | الحمل والمثلث                                                                    | أنو                               |       |